# Matrícula

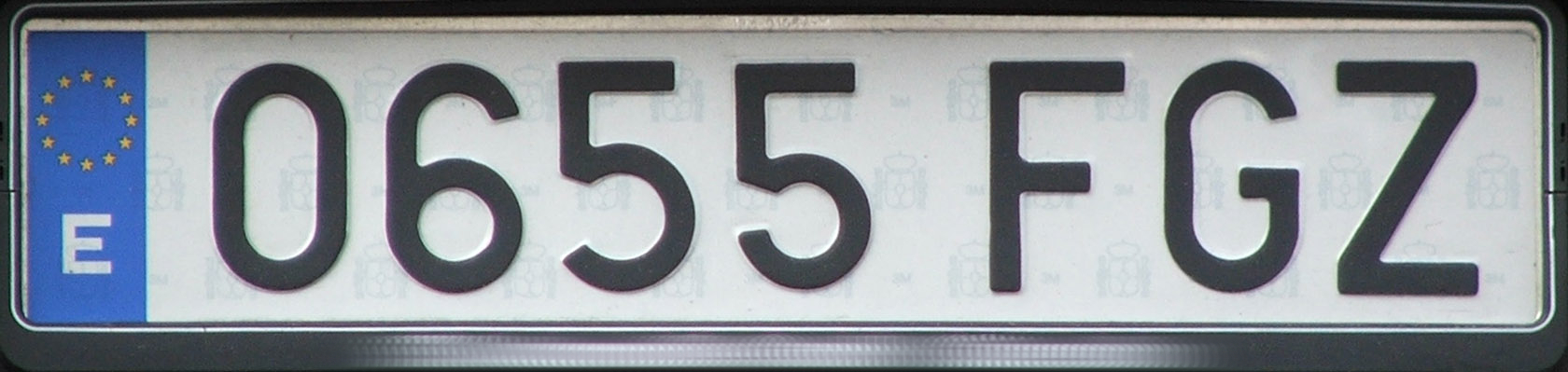
Matrícula d'un vehicle.

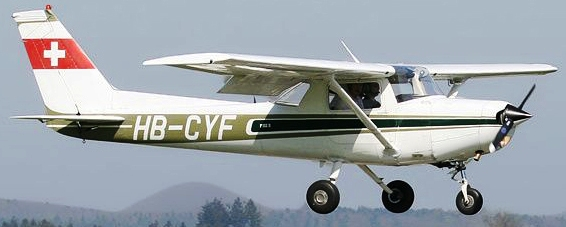
Matrícula d'una avioneta.

Una matrícula o targa és una combinació de números, lletres o de les dues coses, que identifiquen algú o alguna cosa. Quan es tracta de vehicles, vaixells o avions, que circulen lliurement i s'han d'identificar en qualsevol moment, es pinten o s'enganxen a la superfície del mòbil.
En el cas dels automòbils i d'altres vehicles amb una cilindrada mínima, la majoria de països obliguen a portar una placa amb la matrícula a la part frontal i una altra a la posterior. Existint dos sistemes per obtenir-les: en un d'ells, les plaques de matrícula són fabricades i lliurades per les autoritats de trànsit (ex: Alemanya, Suïssa, i majoria de països americans); i en l'altre, les autoritats assignen la combinació que identifica el vehicle i les plaques han de comprar-se en establiments autoritzats (ex: Espanya o França).
En el cas espanyol les lletres i números són assignats a cada vehicle per les autoritats de trànsit en el moment de la venda del vehicle, abans que aquest circuli per la via pública. La combinació de lletres i números és exclusiva a cada vehicle, de mode que aquest sempre podrà ser identificat.
En alguns països la matrícula reflecteix la població, la demarcació, la província o l'estat de residència del propietari del vehicle.

## Mides
Les plaques de matrícula dels vehicles han variat i continuen variant en grandària i forma d'un estat a un altre, de manera que comportava nous forats en l'espai on ubicar-la o directament al para-xocs per donar suport a la nova placa. La normalització de les plaques es va produir el 1957, quan els fabricants d'automòbils van arribar a un acord amb els diferents governs i les normes internacionals de les organitzacions. Tot i que encara hi ha variants locals peculiars, hi ha tres formats bàsics a tot el món.
- 520 x 110 mm o 520x120 mm - en la majoria dels països d'Europa i molts dels seus antics territoris d'ultramar, Corea del Sud.
  - 450 x 100 mm - a Síria i Tunísia.
  - 440 x 120 mm - a Sud-àfrica i Finlàndia.
  - 420 x 120 mm - anteriorment a Sèrbia.
- 372 x 135 mm - a Austràlia i d'altres països del Pacífic. A mig camí entre les dimensions dels altres dos formats, més llargues que les plaques de l'Hemisferi Occidental, però més altes que les europees.
  - 360 x 125 mm - a Nova Zelanda.
- 395 x 135 mm - anteriorment a Indonèsia.
- 390 x 120 mm - a San Marino i anteriorment a Finlàndia
- 430 x 110 mm - a Jordània.
- 430 x 135 mm - actualment a Indonèsia.
- 440 x 140 mm - a la Xina.
- 400 x 130 mm - a Xile, Brasil i l'Argentina.
- 305 x 152 mm o 305 x 160 mm - a la majoria de països d'Amèrica, alguns del Golf i alguns models a Suïssa i Liechtenstein.
  - 350 x 155 mm - a Uruguai.
  - 330 x 165 mm - al Japó.
  - 330 x 155 mm - anteriorment a Corea, actualment utilitza les mides europees.
  - 330 x 140 mm - a Andorra
  - 340 x 110 mm - anteriorment a Bèlgica.
  - 340 x 150 mm - a Tailàndia.
  - 320 x 150 mm - a Taiwan.
  - 320 x 90 mm - a Iraq.
  - 310 x 155 mm - mida petita a l'Aràbia Saudita.
- Des de 275 x 200 mm fins a 340 x 220 mm - patró de dues línies en la majoria de països europeus; 275 x 205 mm és estàndard al Vietnam per les plaques posteriors.

Països amb plaques davanteres més petites:
- 360 x 110 mm - a Oman també s'utilitza la mateixa mida tant en plaques davanteres com les del darrere.
- 300 x 80 mm - a Suïssa i Liechtenstein
- 260 x 110 mm - a Mònaco
- 340 x 120 mm - anteriorment a Luxemburg.

## Plaques per territori

### Europa

#### Unió Europea
- Alemanya
- Àustria
- Bèlgica
- Bulgària
- Croàcia
- Dinamarca
- Eslovàquia
- Eslovènia
- Espanya
- Estònia
- Finlàndia
- França
- Grècia
- Hongria
- Irlanda
- Itàlia
- Letònia
- Lituània
- Luxemburg
- Malta
- Països Baixos
- Polònia
- Portugal
- Regne Unit
  - Gibraltar
- República Txeca
- Romania
- Suècia
- Xipre

#### Resta de països europeus
- Albània
- Andorra
- Armènia
- Belarús
- Bòsnia i Hercegovina
- Ciutat del Vaticà
- Geòrgia
  - Abkhàzia
  - Ossètia del Sud
- Islàndia
- Kosovo
- Liechtenstein
- Macedònia del Nord
- Moldàvia
- Mònaco
- Montenegro
- Noruega
- Rússia
- San Marino
- Sèrbia
- Suïssa
- Ucraïna

### Àfrica
- Botswana
- Cap Verd
- Egipte
- Gàmbia
- Kènia
- Lesotho
- Moçambic
- Namíbia
- Sud-àfrica
- Swazilàndia
- Tanzània
- Tunísia
- Zimbabwe

### Amèrica
- Antingua i Barbuda
- Argentina
- Bahames
- Barbados
- Belize
- Bolívia
- Brasil
- Canadà
- Colòmbia
- Costa Rica
- Cuba
- Dominica
- El Salvador
- Equador
- Estats Units d'Amèrica
- Grenada
- Guatemala
- Guyana
- Haití
- Honduras
- Jamaica
- Mèxic
- Nicaragua
- Panamà
- Paraguai
- Perú
- Puerto Rico
- República Dominicana
- Saint Kitts i Nevis
- Saint Lucia
- Saint Vincent i les Grenadines
- Surinam
- Trinitat i Tobago
- Uruguai
- Veneçuela
- Xile

### Àsia
- Afganistan
- Aràbia Saudita
- Azerbaidjan
- Bahrain
- Bangladesh
- Bhutan
- Brunei
- Cambodja
- Corea, República de
- Corea, República Popular Democràtica de
- Emirats Àrabs Units
- Filipines
- Iemen
- Índia
- Indonèsia
- Iran
- Iraq
- Israel
- Japó
- Jordània
- Kazakhstan
- Kirguizstan
- Kuwait
- Laos
- Líban
- Malàisia
- Maldives
- Mongòlia
- Myanmar
- Nepal
- Oman
- Pakistan
- Palestina
- Qatar
- Singapur
- Síria
- Sri Lanka
- Tadjikistan
- Turkmenistan
- Taiwan
- Tailàndia
- Timor Oriental
- Turquia
- Uzbekistan
- Vietnam
- Xina, República Popular
  - Hong Kong
  - Macau

### Oceania
- Austràlia
- Estats Federats de la Micronèsia
- Fiji
- Kiribati
- Illes Marshall
- Nauru
- Nova Zelanda
- Papua Nova Guinea
- República de Palau
- Salomó
- Samoa
- Tonga
- Tuvalu
- Vanuatu